# Buddy Roberts
Dale Hey, meglio conosciuto con il ring name di Buddy Roberts (Oklahoma, 16 maggio 1947 – Chicago, 26 novembre 2012), è stato un wrestler statunitense.
Principalmente attivo in incontri di coppia, è noto per essere stato membro dei Hollywood Blonds negli anni settanta e dei Fabulous Freebirds negli anni ottanta. Nel 2015 è entrato a far parte della Professional Wrestling Hall of Fame, mentre l'anno seguente è stato incluso nella WWE Hall of Fame.

## Biografia
Dale Hey nacque ad Oklahoma City il 16 maggio 1947. In giovane età si trasferì a Vancouver, nel Canada.

## Carriera

### Gli inizi (1965–1970)
Agli inizi di carriera Hey fu allenato da Ivan Koloff. Compì il proprio debutto nel 1965 con il ring name di "Dale Valentine", presentato come il fratello minore di Johnny Valentine.
Verso la fine degli anni sessanta lavorò per la American Wrestling Association.

### Gli Hollywood Blonds (1970–1977)
Nel 1970 fu portato alla promozione NWA Tri-State dal booker Bill Watts. Quest'ultimo aveva l'intenzione di creare un nuovo tag team che includesse Jack Donovan e il veterano Jerry Brown. Tuttavia, Donovan lasciò la promozione a seguito di dissidi con Watts ed Hey fu così scelto come suo sostituto. Con il nuovo ring name di "Buddy Roberts", Hey iniziò quindi a fare coppia con Brown in un duo che divenne noto come The Hollywood Blonds. Nel 1972 Oliver Humperdink iniziò a ricorprire le vesti di manager della coppia.
Nel corso degli anni settanta gli Hollywood Blonds furono in grado di conquistare numerosi titoli di coppia regionali in giro per gli Stati Uniti.

### I Fabulous Freebirds (1979–1988)

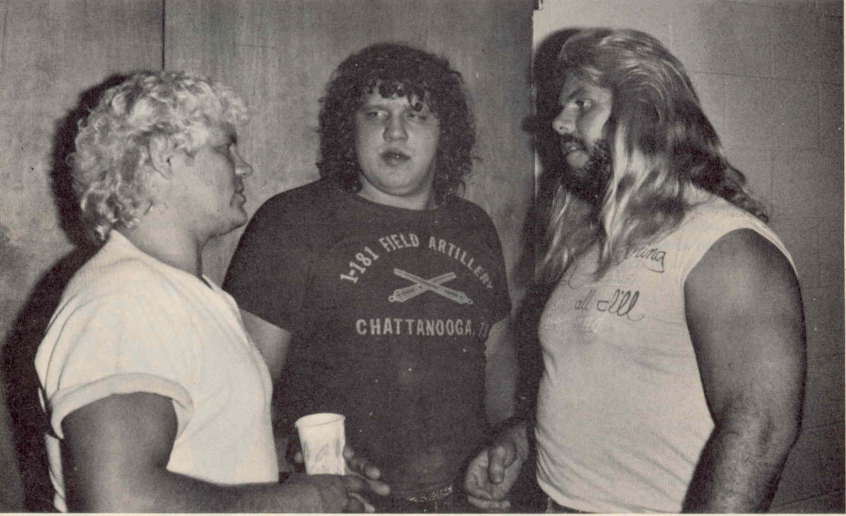
Roberts, Terry Gordy e Michael Hayes nel 1985

Dopo lo scioglimento dei Blonds avvenuto nel 1977, Buddy Roberts si unì a Michael Hayes e Terry Gordy per formare i Fabulous Freebirds. Anche in quest'occasione si rivelarono fondamentali le scelte di Bill Watts; per diversi anni Hayes e Gordy avevano già fatto coppia in numerose promozioni in giro per gli Stati Uniti ma Watts rimaneva insoddisfatto delle prestazioni sul ring di Hayes e della sua capacità di attrarre l'interesse del pubblico. Il piano originale di Watts era quello di avere un tag team formato da Gordy e Roberts, con Hayes come loro manager, ma alla fine egli scelse di far nascere una stable. Ad eccezione di un breve periodo nel 1980 alla Mid-South Wrestling, Roberts si unì a tempo pieno ai due compagni solamente a partire dai tempi della World Class Championship Wrestling.
Più tardi ci fu un'evoluzione del personaggio di Hey, ora chiamato Buddy "Jack" Roberts per la sua passione nel sorseggiare il whiskey Jack Daniel's.

#### World Class Championship Wrestling/World Wrestling Federation
Dopo aver conquistato numerosi titoli regionali, i Fabulous Freebirds approdarono alla World Class Championship Wrestling nel 1982 iniziando sin da subito una faida con la famiglia Von Erich. Per tutto il 1986 si scontrarono infatti con i vari David Von Erich, Kerry Von Erich, Mike Von Erich e Kevin Von Erich, dando vita ad incontri assai seguiti dagli appassionati. Inoltre, Roberts ebbe a lungo degli screzi con Chris Adams, noto alleato dei Von Erich, rimanendo impegnato in una faida che sarebbe durata oltre cinque anni.
Il periodo da singolo più giovevole per Roberts arrivò nel 1983, in un angle che vide la creazione del "Freebird Hair Removal Cream". Ciò culminò in un hair match tra Roberts e Iceman Parsons il 17 giugno di quell'anno. Inizialmente Roberts parve aver vinto la sfida, ma la decisione fu annullata e l'incontro ricominciò. Alla fine ne uscì sconfitto dopo che la sua testa fu riempita della crema depilatoria inventata dagli stessi Freebirds. Nel periodo successivo indossò una parrucca, tenuta ferma da un casco di pugilato.
Nel 1984 Roberts e i Freebirds militarono per un breve periodo nella World Wrestling Federation, dove furono spesso impegnati in incontri di coppia a sei uomini. Qui ebbero come manager David Wolff. Il gruppo abbandonò la federazione dopo che i booker della WWF ribadirono delle intenzioni di voler sciogliere i Freebirds. Nel 1985, all'evento SuperClash della American Wrestling Association (AWA), Roberts aiutò i compagni di squadra a sconfiggere i Road Warriors per i titoli di coppia AWA, ma il verdetto fu successivamente annullato.

#### Universal Wrestling Federation
Agli inizi del 1986 i Freebirds approdarono alla Universal Wrestling Federation di Bill Watts, dove a fine anno Roberts conquistò il titolo Television. Perse la cintura contro Savannah Jack poco più di una settimana dopo.

#### Ritorno alla World Class Championship Wrestling
Nel 1987 i Freebirds si sciolsero e riformarono nuovamente. Roberts e Gordy attaccarono a tradimento Hayes e si allearono con Iceman Parsons, iniziando una faida contro il vecchio compagno di squadra e i Von Erich. A sua volta Gordy abbandonò Roberts e si unì al gruppo di Hayes. I contrasti ebbero fine al termine del 1988 quando Hayes e Gordy firmarono per la Jim Crockett Promotions, mentre Roberts ricoprì le vesti del Samoan Swat Team prima di ritirarsi dal mondo del wrestling.

### L'ultima parte di carriera
Il 5 settembre 1990 fece un'apparizione speciale nella World Championship Wrestling (WCW) quando accompagnò Hayes e Jimmy Garvin in una sfida contro Steve Armstrong e Tracy Smothers. Tornò a combattere per un evento speciale della Global Wrestling Federation il 2 aprile 1993, a fianco di Hayes in una sconfitta contro Kevin Von Erich e Chris Adams.
Successivamente gli fu riscontrato un tumore alla gola, che fu possibile asportare, che lui attribuì al suo lungo passato da fumatore.

## Morte
Malato da tempo, è morto il 26 novembre 2012 all'età di 65 anni per via di una polmonite.
Il 2 aprile 2016 è stato incluso postumamente nella WWE Hall of Fame come membro dei Fabulous Freebirds, presentato dal figlio Buddy "Jack" Roberts Jr..

## Personaggio

### Mosse finali
- DDT

### Manager
- Sunshine
- Oliver Humperdink[19]

## Titoli e riconoscimenti
- Cauliflower Alley Club
  - Other honoree (2003)
- Continental Wrestling Association
  - AWA Southern Tag Team Championship (1) - con Jerry Brown[20]
- Championship Wrestling from Florida
  - NWA Florida Tag Team Championship (2) - con Jerry Brown[21]
- Mid-Atlantic Championship Wrestling
  - NWA Mid-Atlantic Tag Team Championship (1) - con Jerry Brown[22]
- New Japan Pro-Wrestling
  - NWA North American Tag Team Championship (Los Angeles/Japan version) (1) - con Jerry Brown[23]
- NWA Big Time Wrestling / World Class Championship Wrestling / World Class Wrestling Association
  - NWA Texas Heavyweight Championship (1)[24]
  - NWA World Six-Man Tag Team Championship (Texas version) (6) - con Michael Hayes & Terry Gordy (5) e Iceman Parsons & Terry Gordy (1)[25]
  - WCCW Television Championship (1)[26]
  - WCWA World Six-Man Tag Team Championship (1) - con Michael Hayes & Terry Gordy[25]1
- NWA Hollywood Wrestling
  - NWA Americas Tag Team Championship (4) - con Jerry Brown[27]
- Pro Wrestling Illustrated
  - PWI ranked him #167 of the top 500 singles wrestlers of the "PWI Years" in 2003
- NWA Tri-State / Mid-South Wrestling Association / Universal Wrestling Federation
  - NWA United States Tag Team Championship (Tri-State version) (3) - con Jerry Brown[28]
  - Mid-South Tag Team Championship (1) - con Terry Gordy[29]
  - UWF World Television Championship (1)[14]
- Professional Wrestling Hall of Fame
  - Class of 2015[30]
- Southern Pro Wrestling
  - SPW Arkansas Heavyweight Championship (1)
- Southwest Championship Wrestling
  - SCW Southwest Television Championship (2)[31]
  - SCW Southwest Heavyweight Championship (1)[32]
- WWE
  - WWE Hall of Fame (Class of 2016)
- Wrestling Observer Newsletter awards
  - Match of the Year (1984) con Terry Gordy e Michael Hayes contro i Von Erich (Kerry, Kevin, e Mike) in un Anything Goes match il 4 luglio
  - Tag Team of the Year (1980) con Terry Gordy come membro dei The Fabulous Freebirds
  - Wrestling Observer Newsletter Hall of Fame (Class of 2005) – come membro dei The Fabulous Freebirds